# Jean Nicolas Rakotojaona
Jean Nicolas Rakotojaona (ur. 18 stycznia 1973 w Anosy Avaratra) – malgaski duchowny rzymskokatolicki, biskup pomocniczy Morondawy od 2023.

## Życiorys
Święcenia kapłańskie otrzymał 3 sierpnia 2002 i został inkardynowany do archidiecezji Antananarywa. Pracował głównie w zarządach diecezjalnych seminariów (w latach 2006–2009 kierował częścią propedeutyczną, w latach 2017–2018 był wicerektorem części filozoficznej, a w kolejnych latach jej rektorem). W latach 2009–2011 był proboszczem w Ambanidii.
19 maja 2023 papież Franciszek mianował go biskupem pomocniczym diecezji Morondava oraz biskupem tytularnym Dragonara. Sakry udzielił mu 2 lipca 2023 biskup Marie Fabien Raharilamboniaina.